# Eric Blom
Eric Walter Blom CBE (Berne, 20 août 1888 – Londres, 11 avril 1959) est lexicographe, musicologue, critique musical, biographe musical et traducteur britannique, d'origine suisse. Il est surtout connu comme l'éditeur de la 5e édition du Grove Dictionary of Music and Musicians (1954).

## Biographie
Blom naît à Berne. Son père était danois et de descente britannique et sa mère Suisse. Il est éduqué en Suisse germanophone et plus tard en Angleterre. Il est en grande partie un autodidacte en musique. Il commence dans le journalisme musical, en aidant Rosa Newmarch à la rédaction des notes de programme des Proms du chef d'orchestre Henry Wood, remarquables par leur abondance leurs informations précises (1919–1926). Entre 1923 et 1931, il est correspondant musical à Londres, pour le Manchester Guardian. De 1931 à 1946, il est au Birmingham Post. Il retourne à Londres en 1949, en tant que critique musical pour The Observer. Il prend sa retraite en tant que critique musical en chef de The Observer en 1953, mais y écrit chaque semaine jusqu'à sa mort.
Il est le rédacteur en chef de Music & Letters, de 1937 à 1950 et à nouveau à partir de 1954 jusqu'à sa mort. Il se retire de ce poste en 1950, en raison du travail lié à la préparation du Grove Dictionary, et n'y retourne en 1954, seulement en raison de la mort du propriétaire et rédacteur en chef, Richard Capell. En sa qualité de conseiller musical de la maison d'édition Dent, il est aussi l'éditeur de la collection Master Musicians, dont il a écrit le « Mozart ». Il découvre un certain nombre de jeunes auteurs et leur donne l'opportunités d'écrire des biographies musicales.
Le premier ouvrage lexicographique d'Eric Blom était Everyman's Dictionary of Music (1947) [« Dictionnaire de musique pour tout le monde »], qui connut plusieurs éditions – et une révision en 1988, par D. Cummings sous le titre, The New Everyman Dictionary of Music.
Il succède à H. C. Colles en tant que rédacteur en chef de Grove's Dictionary, pour la 5e édition (généralement appelée « Grove V »). Colles avait confiné le dictionnaire de cinq et six volumes pour Grove III et IV, respectivement (1927, 1940). Blom a étendu à neuf volumes le Grove V (1954). Outre ses responsabilités globales d'éditeur, Blom a personnellement écrit des centaines d'entrées, notamment l'article Arthur Sullivan. Il a également traduit plusieurs entrées par des contributeurs étrangers : il parlait couramment l'allemand, le danois, l'italien et le français aussi bien que l'anglais. Un volume de supplément est publié en 1961, après la mort de Blom, mais il avait fait la plupart des travaux. Son introduction et remerciements ont été conservés et il est crédité en tant que rédacteur, avec Denis Stevens en tant que rédacteur en chef adjoint. Sa propre biographie, écrite par Frank Howes (le critique musical en chef du Times) est parue dans le volume supplémentaire. Le « Grove V » a été réédité en 1966, 1968, 1970, 1973 et 1975, restant l'édition standard du Grove, jusqu'à la parution du New Grove en 1980.
Blom était catégorique dans ses opinions. Il pouvait être bouillonnant avec ses favoris, en particulier Mozart et plus particulièrement ses opéras. Il a écrit que le Peter Grimes de Benjamin Britten était « tellement impressionnant et original que seuls les plus absurdes préjugés vont le garder hors des grandes maisons d'opéra étrangères ». De même, il n'a pas hésité à critiquer les compositeurs qu'il pensait moins intéressant et introduit certains de ses propres préjugés. Il était capable de manière unique des commentaires perspicaces sur des œuvres connues dans laquelle il détenait une opinion minoritaire ; par exemple, que la partie solo du Concerto pour Violon de Sibelius « est étroitement entrelacée avec le tissu symphonique et donc négligé par le virtuose moyen » (même si l'œuvre est en fait l'une des plus populaires, fréquemment jouée et enregistrée parmi tous les concertos pour violon). Encore plus notoirement et avec beaucoup moins de perspicacité, il a écrit que Rachmaninoff « n'avait pas l'individualité de Taneyev ou Medtner. Techniquement, il était très doué, mais de très peu. Sa musique est… d'une  texture monotone… L'énorme succès populaire de quelques-unes des œuvres de Rachmaninoff, avait dans sa vie, n'est pas susceptible de durer et les musiciens ne l'on jamais considérée avec beaucoup de faveur ». Harold C. Schonberg, critique du New York Times, qui n'est pas à l'abri de son propre snobisme, a répondu dans ses Lives of the Great Composers [« Vies des Grands Compositeurs »], avec une injustice tout aussi franche : « Elle est l'une des déclarations les plus outrageusement snobs et même stupides jamais trouvée dans une œuvre qui est censé être une référence objective ».
Blom a traduit de nombreux documents pour le livre d'Otto Erich Deutsch, Mozart: A Documentary Biography (publié en 1965).
Il a aidé Gervase Hughes dans l'écriture de son livre The Music of Arthur Sullivan. En 1956, pour le bicentenaire Mozart, il a publié certains des lettres de Mozart traduites par Emily Anderson.
Il est décédé le 11 avril 1959 et est inhumé au Golders Green Crematorium.

## Écrits
- Stepchildren of Music (1923)
- The Romance of the Piano (1927)
- A General Index to Modern Musical Literature in the English Language (1927 ; concerne les années 1915–1926)
- The Limitations of Music (1928)
- Mozart (1935 ; coll. « Master Musicians »)
- Beethoven’s Pianoforte Sonatas Discussed (1938)
- A Musical Postbag (1941 ; recueil d'essais)
- Music in England (1942 ; rev. 1947)
- Some Great Composers (1944)
- Classics, Major and Minor, with Some Other Musical Ruminations (Londres, 1958)
- Traduction : Richard Specht's Johannes Brahms: Leben und Werk eines deutschen Meisters[2],[7]
- Traduction : Weissman's Music Come to Earth[2]
- Traduction : livret de Mozart, Die Entführung aus dem Serail[2],
- Tchaikovsky Orchestral Works[7]
- Piano Music of Beethoven[8]
- The Trouble Factory[8]
- The Music Lover's Miscellany[8]
- Schubert[8]
- Strauss: The rose cavalier[8]
- Diccionario de la Musica[8]
- Bach (The Mayfair Biographies)
- « Delius and America », dans The Musical Quarterly[9]
- Contribution de Blom à l'article « Arthur Sullivan » dans l’International Cyclopaedia of Music and Musicians (New York, 1939)[1]
- Il a révisé : H. C. Colles's "The Growth of Music: a Study in Musical History" (1959)

## Sources
- l'encyclopédie en ligne
- Frank Howes, « Blom, Eric (Walter) » dans le Grove Dictionary of Music and musicians, 5e édition, volume supplémentaire, 1961